# María Pascual
María Pascual Alberich, que firmaba simplemente como María Pascual, (Barcelona, 1 de julio de 1933 - Ib., 13 de diciembre de 2011) fue una dibujante de historietas e ilustradora española. Fue la más popular de las últimas revistas femeninas de la editorial Toray, imponiendo un tipo particular de jovencitos "modernos".

## Biografía
Inició su carrera a finales de los años 40, alternando editoriales como Ameller ("Los Mil y un cuentos", "Princesita"), Marte ("Sam", "Cuentos Mariposa") y Toray ("Azucena", "Cuentos de la Abuelita", "Mis Cuentos").
A partir de 1955 trabajó casi en exclusiva para la editorial Toray, tanto en las colecciones anteriores como en otras nuevas: "Alicia" (1955), "Graciela" (1956), "Lindaflor" (1958), "Rosas Blancas" (1958), "Guendalina" (1959), "Susana" (1959), "Serenata" (1959) y "Cuentos Diadema" (1960). Sólo Editorial Bruguera publicó además un par de historias suyas, Sissi (1957) y Cuentos de Andersen (1958) como números 38 y 57 de su serie "Historias".
Posteriormente, pasó a la ilustración, trabajando para Susaeta Ediciones, dando su nombre a colecciones como Las muñecas de María Pascual y Muñecas recortables María Pascual. Sin embargo su obra más importante la realizó con el Grupo Océano: "Cuentos Infantiles", "La Biblia Infantil", "Fábulas", "Las Mil y Una Noches", "Aprenda Inglés con María 
Pascual", "Aprendo Matemáticas", "Mi Primer Diccionario", "El Sexo Contado a los Pequeños", entre los más importantes, que fueron poco conocidos en España ya que su destino era Sudamérica y varios
países de Europa.
Su fondo personal formado por más de 2.000 dibujos se encuentra en la Biblioteca de Catalunya.

## Valoración
Partiendo desde el "tebeo de hadas", María Pascual evolucionó hacia un estilo cada vez más realista, en el que hacían aparición los elementos de la vida real (coches, edificios, trajes, etc.) y donde destacaba también su visión sabia del montaje directo, según expresión de Jesús Cuadrado.